# Lawrence County (Indiana)
Lawrence County ist ein County im US-Bundesstaat Indiana der Vereinigten Staaten. Der Verwaltungssitz (County Seat) ist Bedford.

## Geographie
Das County liegt im mittleren Süden von Indiana und hat eine Fläche von 1171 Quadratkilometern, wovon acht Quadratkilometer Wasserfläche sind. Es grenzt im Uhrzeigersinn an folgende Countys: Monroe County, Jackson County, Washington County, Orange County, Martin County und Greene County.

## Geschichte

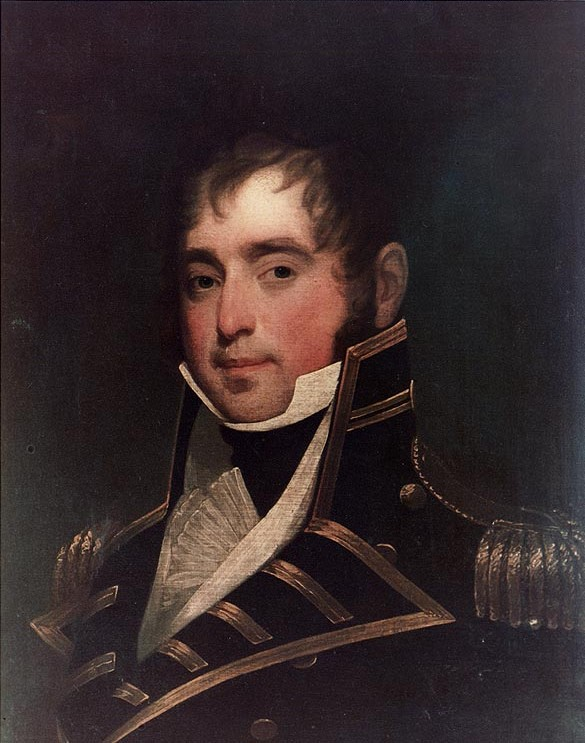
James Lawrence

Lawrence County wurde am 7. Januar 1818 aus Teilen des Orange County gebildet. Benannt wurde es nach dem Kapitän James Lawrence, der mit dem Spruch: „Don’t give up the ship“ im Britisch-Amerikanischen Krieg von 1812, nachdem er bereits tödlich verwundet worden war, bekannt wurde.
Aufgrund der vielen Kalksteinfunde wuchs in den ersten Jahren der Besiedlung die Bevölkerung schnell an und das County und die Stadt Bedford wurde umgangssprachlich zum „The Limestone Capital of the world“ gekürt.
Zwölf Bauwerke und Stätten des Countys sind im National Register of Historic Places eingetragen (Stand 2. September 2017).

## Demografische Daten

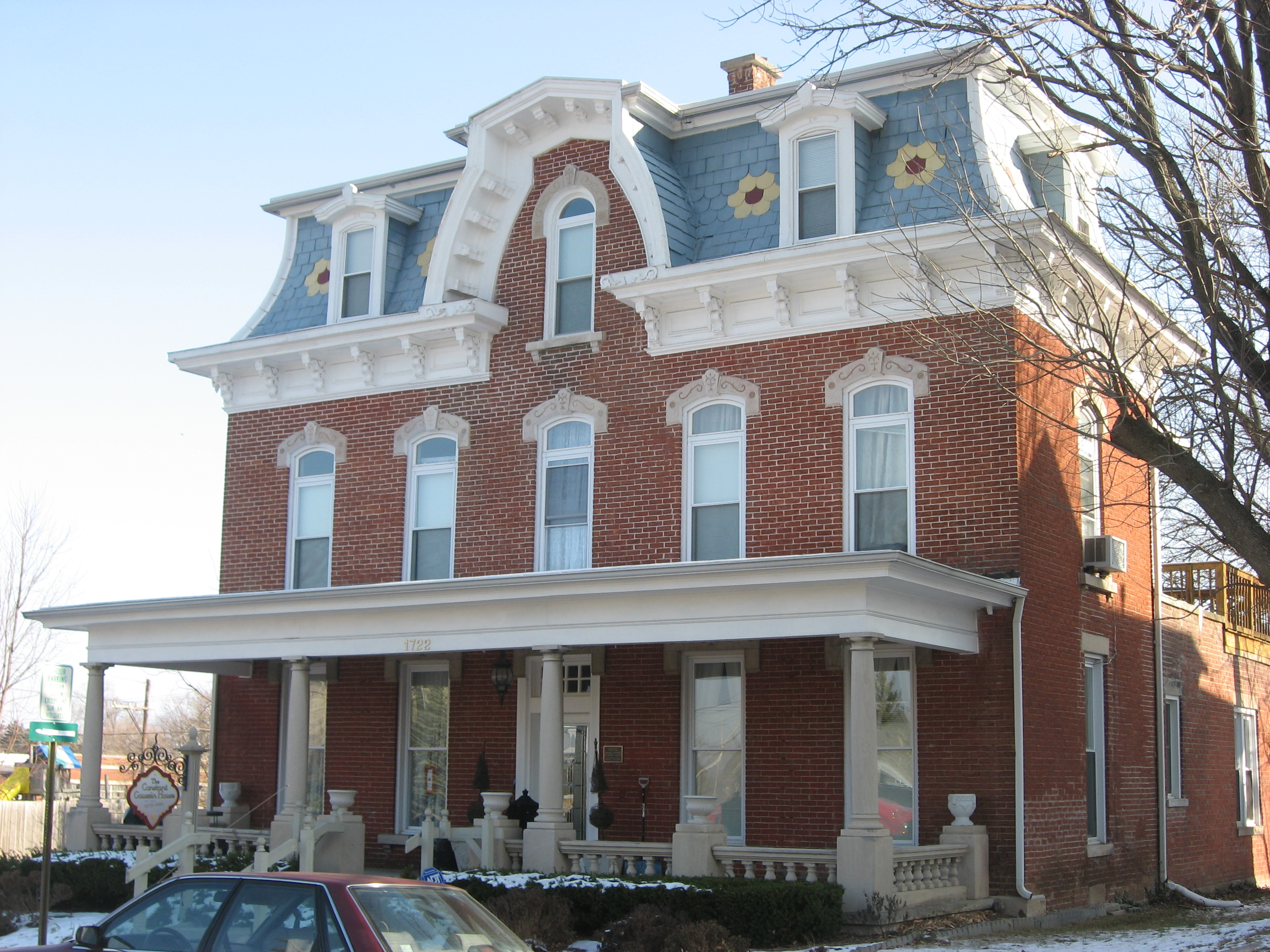
Das Constant Gaussin House, gelistet im NRHP

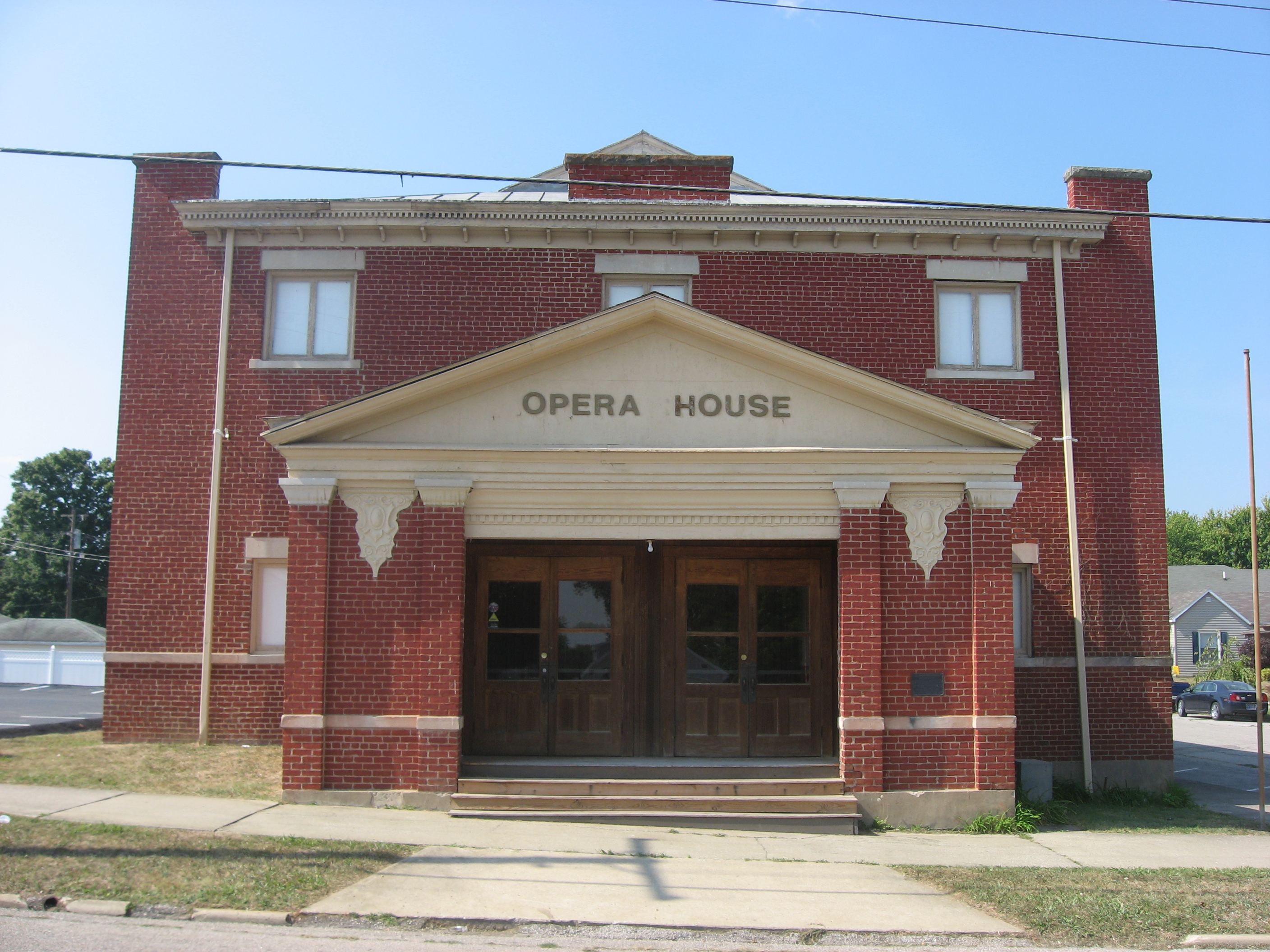
Das Mitchell Opera House, gelistet im NRHP

Nach der Volkszählung im Jahr 2000 lebten im Lawrence County 45.922 Menschen in 18.535 Haushalten und 13.141 Familien. Die Bevölkerungsdichte betrug 40 Einwohner pro Quadratkilometer. Ethnisch betrachtet setzte sich die Bevölkerung zusammen aus 97,92 Prozent Weißen, 0,39 Prozent Afroamerikanern, 0,28 Prozent amerikanischen Ureinwohnern, 0,28 Prozent Asiaten, 0,01 Prozent Bewohnern aus dem pazifischen Inselraum und 0,34 Prozent aus anderen ethnischen Gruppen; 0,78 Prozent stammten von zwei oder mehr Ethnien ab. 0,91 Prozent der Bevölkerung waren spanischer oder lateinamerikanischer Abstammung.
Von den 18.535 Haushalten hatten 31,4 Prozent Kinder unter 18 Jahre, die mit ihnen im Haushalt lebten. 58,5 Prozent waren verheiratete, zusammenlebende Paare, 9,0 Prozent waren allein erziehende Mütter und 29,1 Prozent waren keine Familien. 25,5 Prozent waren Singlehaushalte und in 11,5 Prozent lebten Menschen mit 65 Jahren oder darüber. Die Durchschnittshaushaltsgröße betrug 2,44 und die durchschnittliche Familiengröße lag bei 2,91 Personen.
24,6 Prozent der Bevölkerung waren unter 18 Jahre alt, 7,7 Prozent zwischen 18 und 24, 28,1 Prozent zwischen 25 und 44 Jahre. 25,0 Prozent zwischen 45 und 64 und 14,8 Prozent waren 65 Jahre alt oder älter. Das Durchschnittsalter betrug 38 Jahre. Auf 100 weibliche Personen kamen 95,1 männliche Personen. Auf 100 Frauen im Alter von 18 Jahren und darüber kamen 91,5 Männer.
Das jährliche Durchschnittseinkommen eines Haushalts betrug 36.280 USD, das Durchschnittseinkommen der Familien 43.109 USD. Männer hatten ein Durchschnittseinkommen von 34.167 USD, Frauen 21.647 USD. Das Prokopfeinkommen betrug 17.653 USD. 7,3 Prozent der Familien und 9,8 Prozent der Bevölkerung lebten unterhalb der Armutsgrenze.

## Orte im County
- Avoca
- Bartlettsville
- Bedford
- Bono
- Bryantsville
- Buddha
- Coveyville
- Coxton
- Crawford
- Dark Hollow
- East Oolitic
- Englewood
- Erie
- Fayetteville
- Fort Ritner
- Georgia
- Guthrie
- Hartleyville
- Heltonville
- Huron
- Judah
- Lawrenceport
- Leesville
- Logan
- Mitchell
- Moorestown
- Murdock
- Needmore
- Oolitic
- Patton Hill
- Peerless
- Pinhook
- Popcorn
- Rabbitville
- Rivervale
- Shawswick
- Silverville
- Spring Mill Village
- Springville
- Stonington
- Tarry Park
- Tunnelton
- Williams
- Yockey
- Zelma

Townships
- Bono Township
- Guthrie Township
- Indian Creek Township
- Marion Township
- Marshall Township
- Perry Township
- Pleasant Run Township
- Shawswick Township
- Spice Valley Township